# Agnieszka Fornal-Urban
Agnieszka Fornal-Urban (ur. 10 listopada 1968 w Krośnie) – polska szachistka i działaczka szachowa, mistrzyni FIDE od 2011 roku.

## Kariera szachowa
Wielokrotnie startowała w mistrzostwach Polski juniorek w różnych kategoriach wiekowych, największy sukces odnosząc w 1983 r. w Katowicach, gdzie zdobyła brązowy medal w kategorii do 17 lat. Dwukrotnie zakwalifikowała się do finałów indywidualnych mistrzostw Polski kobiet, w 1988 r. w Lublinie zajęła VIII miejsce, natomiast w 1990 r. w Koninie – VII miejsce. W 1988 r. zdobyła w Krynicy brązowy medal drużynowych mistrzostw Polski, natomiast w 1992 r. w Legnicy – złoty medal drużynowych mistrzostw Polski w szachach błyskawicznych (oba w barwach klubu KSz Polonia Warszawa).
Najwyższy ranking w karierze osiągnęła 1 stycznia 1989 r., z wynikiem 2175 punktów zajmowała wówczas 9. miejsce wśród polskich szachistek. Od 1996 r. nie uczestniczy w turniejach klasyfikowanych przez Międzynarodową Federację Szachową.
Po zakończeniu czynnej kariery szachowej zajęła się działalnością organizacyjną. Wielokrotnie była wybierana do Zarządu Polskiego Związku Szachowego. W latach 1996–2004 przez dwie kadencje zajmowała stanowisko Sekretarza Generalnego, natomiast w latach 2009–2013 była Wiceprezesem Zarządu ds. Współpracy z Partnerami. Od 2009 r. pełni funkcję Dyrektora Młodzieżowej Akademii Szachowej.
Była dyrektorem lub współorganizowała wiele szachowych turniejów najwyższej rangi, m.in.: mistrzostwa Europy kobiet (Warszawa 2001) i mężczyzn (Warszawa 2005), indywidualne mistrzostwa Polski (2010, 2011, 2012), drużynowe mistrzostwa Europy (Warszawa 2013) oraz wielokrotnie mistrzostwa Europy w szachach szybkich i błyskawicznych (Warszawa, 2005–2013). Od 2012 r. posiada nadany przez Międzynarodową Federację Szachową tytuł International Organizer. W 2014 r. pełniła funkcję kierownika polskiej reprezentacji podczas szachowej olimpiady w Tromsø.

## Kariera naukowa
Agnieszka Fornal-Urban posiada od 1999 r. stopień doktora nauk kultury fizycznej (specjalności: higiena wychowania fizycznego, promocja zdrowia, żywienie sportowców). Ukończyła studia na Wydziale Wychowania Fizycznego Akademii Wychowania Fizycznego im. Józefa Piłsudskiego w Warszawie.